# Ryde or Die Vol. 1
Ryde or Die Vol. 1 – album amerykańskiej grupy hip-hopowej Ruff Ryders wydany 27 kwietnia 1999 roku. Album zadebiutował na 1. miejscu listy notowania Billboard 200. 2 czerwca 1999 został zatwierdzony przez RIAA jako platyna. Promowany był przez single: „Ryde or Die”, „Down Bottom”, „What Y’all Want”, „Jigga My Nigga” i „Some X Shit”.
"Ryde or Die Vol. 1” został wydany również w wersji ocenzurowanej.
Na albumie można usłyszeć m.in. DMX, The Lox, Eve, Infa.Red, Cross, Juvenile, Nokio, Jay-Z, Beanie Sigel, Mysonne (dopiero zaczynający karierę), Jermaine Dupri, Ma$e i Big Pun. Poza produkcjami producentów Ruff Ryders, można usłyszeć również podkłady autorstwa DJ-a Clue, Duro i Dave Hall.

## Lista utworów
| Nr | Tytuł                 | Autorzy                                                                         | Producent(ci) | Występujący                                       |
| -- | --------------------- | ------------------------------------------------------------------------------- | ------------- | ------------------------------------------------- |
| 1  | „Ryde or Die”         | D. Styles, S. Jacobs, E. Jefferies, J. Philips, M. Smalls, E. Simmons, K. Ifill | DJ Clue, Duro | The Lox, Eve, Drag-On, DMX                        |
| 2  | „Down Bottom”         | M. Smalls, T. Gray, K. Dean                                                     | Swizz Beatz   | Drag-On, Juvenile                                 |
| 3  | „What Y’all Want”     | E. Jefferies, K. Dean                                                           | Swizz Beatz   | Eve, Nokio                                        |
| 4  | „Jigga My Nigga”      | S. Carter, K. Dean                                                              | Swizz Beatz   | Jay-Z                                             |
| 5  | „Takin' Money (Skit)” | J. Dean, K. Dean                                                                |               | Waah, Swizz Beatz                                 |
| 6  | „Dope Money”          | S. Jacobs, J. Phillips                                                          | PK            | Jadakiss, Styles P                                |
| 7  | „I'm a Ruff Ryder”    | D. Hall, K. Bruce                                                               | Dave Hall     | Parlé                                             |
| 8  | „Bugout”              | E. Simmons, K. Dean                                                             | Swizz Beatz   | DMX                                               |
| 9  | „Kiss of Death”       | J. Phillips, K. Dean                                                            | Swizz Beatz   | Jadakiss                                          |
| 10 | „The Hood”            | D. Grant, S. Green, M. Linen, W. Lynch, J. Philips, M. Smalls, K. Dean          | Swizz Beatz   | Beanie Sigel, Infa.Red, NuChild, Mysonne, Drag-On |
| 11 | „Platinum Plus”       | J. Dupri, M. Betha, K. Dean, S. Cross                                           | Swizz Beatz   | Jermaine Dupri, Cross, Mase                       |
| 12 | „Buff Ryders (Skit)”  |                                                                                 |               | Eve                                               |
| 13 | „Do That Shit”        | E. Jefferies, K. Dean                                                           | Swizz Beatz   | Eve                                               |
| 14 | „Pina Colada”         | S. Jacobs, C, Rios, K. Dean                                                     | Swizz Beatz   | Sheek Louch, Big Pun                              |
| 15 | „Some X Shit”         | E. Simmons, K. Dean                                                             | Swizz Beatz   | DMX                                               |

## Notowania
Źródło.
| Lista                             | Miejsce |
| --------------------------------- | ------- |
| U.S. Billboard 200                | 1       |
| U.S. Billboard R&B/Hip-Hop Albums | 1       |
| Top Canadian Albums               | 8       |